# Joaquín Gómez (Schauspieler)
Joaquín Gómez Sáinz (meist als Dan Barry geführt, * 1940 in San Bartolome de Soba) ist ein spanischer Stuntman und Schauspieler.
Gómez war ein erfolgreicher Gewichtheber und Ringer, der in seiner Heimatregion Kantabrien und in seinem Heimatland Titel erringen konnte. Er betrieb ein Fitnessstudio in Santander und war Herausgeber eines Magazins „Deporte y Salud“. Als er sich auf den Kanarischen Inseln aufhielt, kam er zum Film durch Rolf Olsens dort entstandenen Der letzte Ritt nach Santa Cruz, in dem er eine kleine Rolle erhielt. In der Folgezeit konnte er sich vor allem als Stuntman, gelegentlich auch als Darsteller beim Film etablieren. Oft arbeitete er mit Paul Naschy zusammen. Unter dem Pseudonym Dan Barry war er zu Beginn der 1980er Jahre der Hauptdarsteller einiger Filme, darunter der Conan-der-Barbar-inspirierte Tunka el guerrero. Später hatte er einige Auftritte in Serien des portugiesischen, argentinischen und spanischen Fernsehens. Auch im Verleihgeschäft war Gómez aktiv.

## Filmografie (Auswahl)
- 1964: Der letzte Ritt nach Santa Cruz (ungenannt)
- 1981: Alles fliegt dir um die Ohren (Comin’ at ya)
- 1983: Al Oeste de Río Grande
- 1983: Tunka el guerrero